# Evarcha pococki
Evarcha pococki là một loài nhện trong họ Salticidae.
Loài này thuộc chi Evarcha. Evarcha pococki được Marek Żabka miêu tả năm 1985.